# 파밀리아 사그라도
《파밀리아 사그라도》(타갈로그어: Pamilya Sagrado)는 2024년 방영된 필리핀의 텔레비전 드라마이다.